# Vicente de Santo António
Frei Vicente de Santo António (Albufeira, 1590 – Nagasaki, 1632), de seu nome de nascimento Vicente Simões de Carvalho, mais conhecido como São Vicente de Albufeira ou Beato Vicente, foi um religioso missionário português da Ordem de Santo Agostinho beatificado pela Igreja Católica.

## Biografia

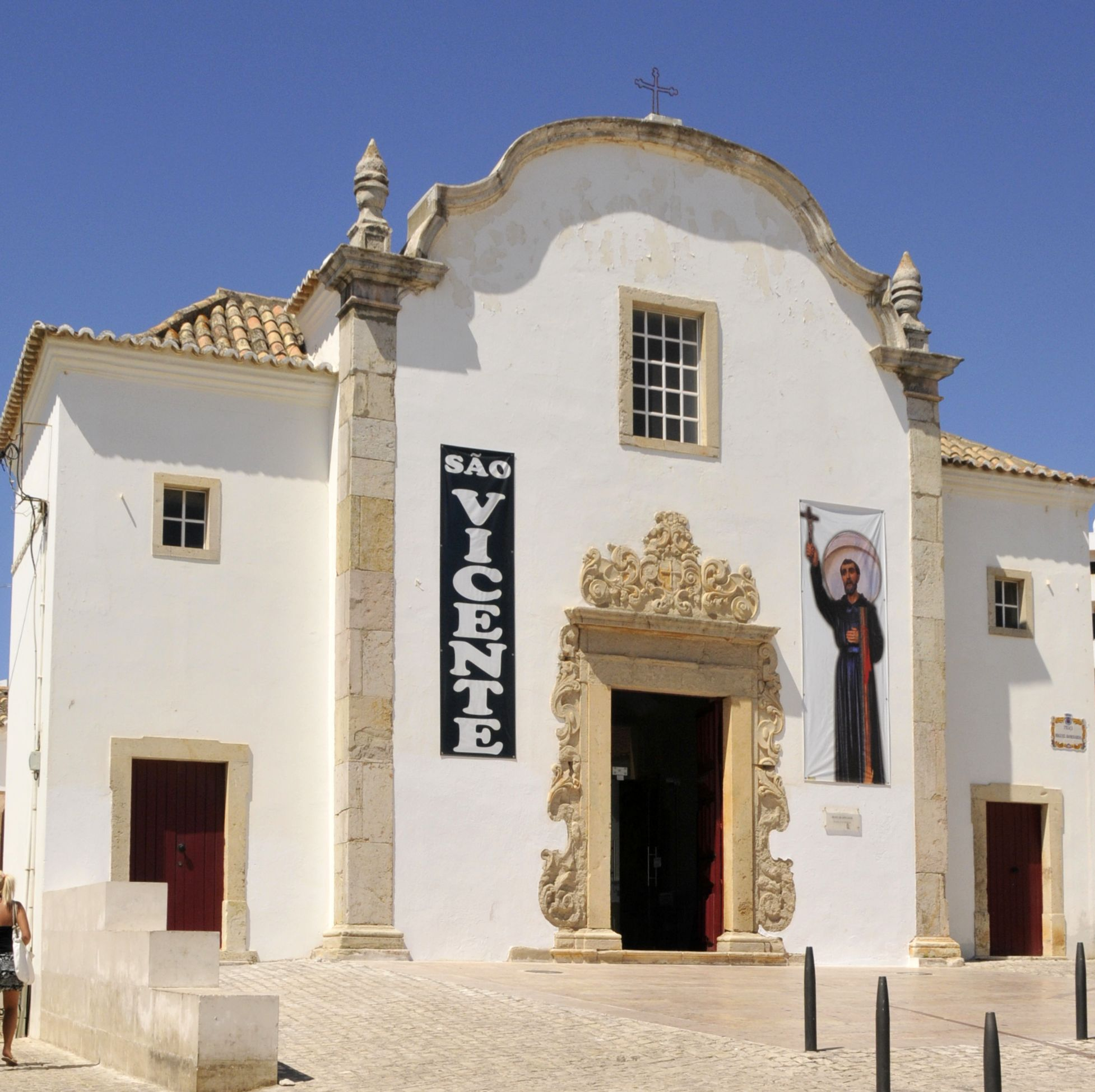
Igreja com culto a São Vicente em Albufeira.

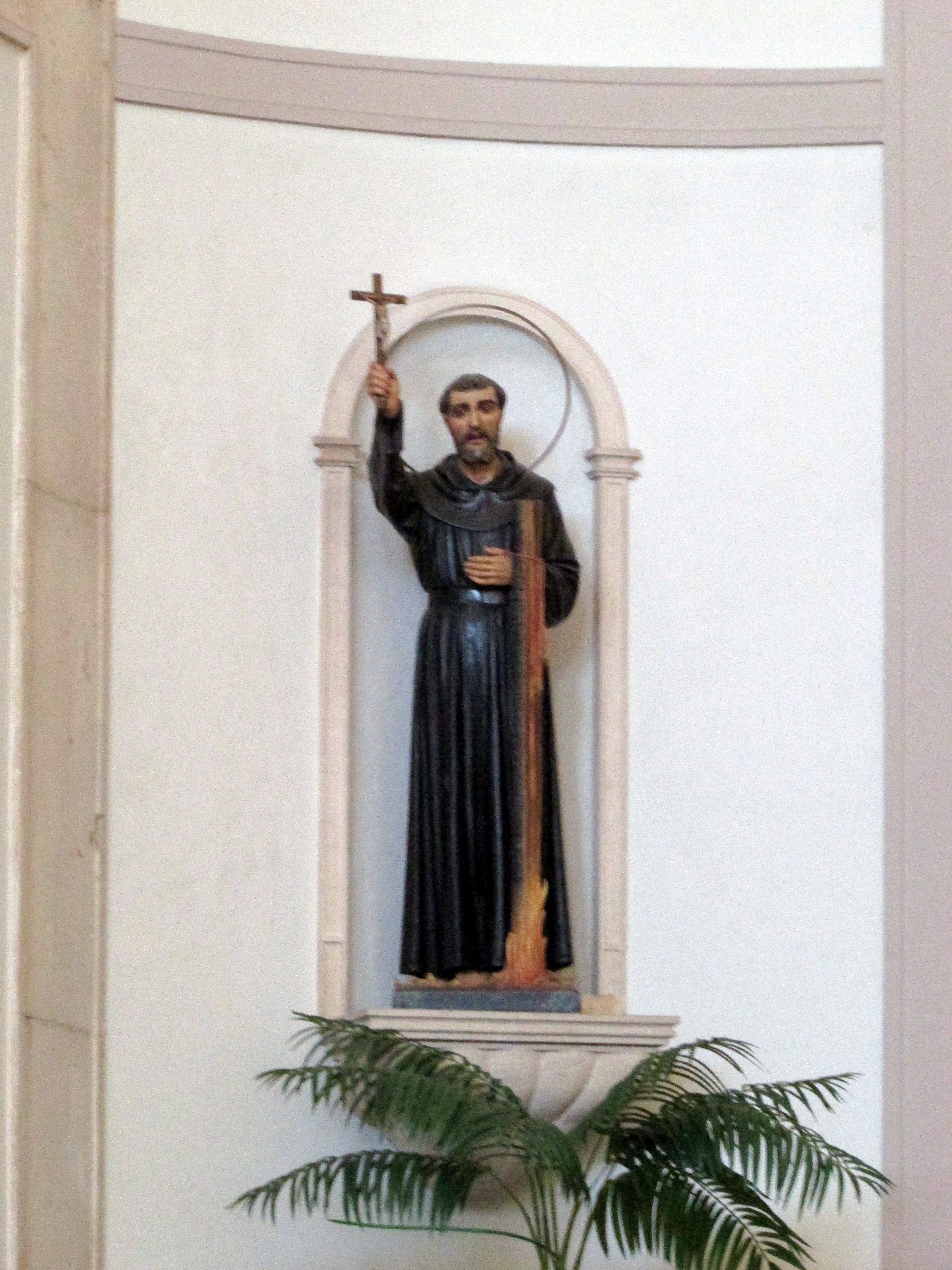
Altar da Igreja de São Vicente em Albufeira.

Vicente nasceu em 1590 no Castelo de Albufeira. Os seus pais, António Simões e Catarina Pereira, educaram-no na piedade e bons costumes e, passada a infância, enviaram-no para Lisboa onde, depois de ter revelado um talento multiforme ao longo da carreira eclesiástica, foi ordenado sacerdote em 1517, aos 27 anos.
Em 1521 é destinado ao México. Depois, iria sentir a chamada para as missões, e voluntariou-se para ir para o Japão. Passou primeiro pelas Filipinas, e chegou ao país em Junho de 1623. No Japão viu-se obrigado a mudar de traje e de nome, fazendo-se caixeiro ambulante pelas ruas de Nagasaki para poder entrar nas casas e introduzir-se nas famílias, onde converteu os gentios e consolou e encorajou os cristãos perseguidos. Durante ano, trabalhou na catequese, pregando a Boa Nova e administrando os Sacramentos.
Finalmente, a 25 de Novembro de 1629 é preso. E, após quase três anos de prisão e de tormentos para o obrigar a apostatar (sem sucesso), é finalmente condenado a morte. A 3 de Setembro de 1632, Frei Vicente é queimado vivo com os companheiros religiosos Frei Bartolomeu Guterres, Frei Francisco de Jesus, Jerónimo de la Cruz, Antonio Ixida e Frei Gabriel.
Foi beatificado na Igreja Católica pelo Papa Pio IX a 7 de Julho de 1867.